# 1176-os busz
Az 1176-os jelzésű autóbuszvonal távolsági autóbuszjárat Budapest és Kaposvár között, melyet a Volánbusz Zrt. lát el.

## Közlekedése
Budapest, Népliget és Kaposvár, Autóbusz-állomás között közlekedik, Tabon keresztül.  A vonalon Neoplan Tourliner típusú buszok közlekednek. Három járatpár szállítja az utasokat, amelyekből egy járat közlekedik naponta, a többi korlátozó jelzéssel van ellátva. Tekinthető az 1174-es busz párjának is, csak nem érinti Székesfehérvárt.

## Megállóhelyei
| 1176 (Budapest – Tab/Kereki – Igal – Kaposvár) | 1176 (Budapest – Tab/Kereki – Igal – Kaposvár) | 1176 (Budapest – Tab/Kereki – Igal – Kaposvár)    | 1176 (Budapest – Tab/Kereki – Igal – Kaposvár) | 1176 (Budapest – Tab/Kereki – Igal – Kaposvár) | 1176 (Budapest – Tab/Kereki – Igal – Kaposvár) | 1176 (Budapest – Tab/Kereki – Igal – Kaposvár) | 1176 (Budapest – Tab/Kereki – Igal – Kaposvár) |
| sz.                                            | sz.                                            | Megállóhely                                       | sz.                                            | sz.                                            | sz.                                            | Átszállási kapcsolatok |                                                |
| ---------------------------------------------- | ---------------------------------------------- | ------------------------------------------------- | ---------------------------------------------- | ---------------------------------------------- | ---------------------------------------------- | --- | ---------------------------------------------- |
| 0                                              | 0                                              | Budapest, Népliget autóbusz-pályaudvar végállomás | 9                                              | 5                                              | 10                                             | 1, 1A 83 254E 901, 914, 914A, 918, 950, 950A 607, 608, 626, 627, 628, 629, 630, 631, 632, 633, 635, 636, 650, 653, 654, 655, 656, 657, 659, 660, 661, 679, 705 1080, 1081, 1085, 1087, 1090, 1092, 1094, 1110, 1111, 1113, 1115, 1120, 1121, 1125, 1131, 1134, 1136, 1172, 1173, 1174, 1175, 1177, 1183, 1184, 1185, 1188, 1189, 1193, 1194, 1205, 1212, 1215, 1216, 1229, 1251, 1253, 1254, 1257, 1268 |                                                |
| 1                                              | 1                                              | Budapest, Petőfi híd, budai hídfő                 | 8                                              | 4                                              | 9                                              | 4, 6 153, 154, 212, 212A, 212B 918 1172, 1173, 1174, 1175, 1177, 1183, 1184, 1185, 1188, 1189, 1193, 1194, 1205, 1212, 1215, 1216, 1229, 1251, 1253, 1254, 1257 |                                                |
| 2                                              | 2                                              | Budapest, Újbuda-központ                          | 7                                              | 3                                              | 8                                              | 4, 6, 17, 41, 47, 48, 56, 61 33, 58, 150, 150B, 153, 154, 212, 212A, 212B 973, 973A 1172, 1173, 1174, 1175, 1177, 1183, 1184, 1185, 1188, 1189, 1193, 1194, 1205, 1212, 1215, 1216, 1229, 1251, 1253, 1254, 1257 |                                                |
| 3                                              | 3                                              | Budapest, Sasadi út                               | 6                                              | 2                                              | 7                                              | 8E, 40, 40B, 40E, 53, 87, 87A, 88, 88A, 108E, 139, 140, 140A, 150, 150B, 153, 154, 172, 173, 187, 188, 188E, 240, 272 908, 940, 941, 972 731, 760, 764 1187 1172, 1173, 1174, 1175, 1177, 1183, 1184, 1185, 1188, 1189, 1193, 1194, 1205, 1212, 1215, 1216, 1229, 1251, 1253, 1254, 1257 |                                                |
| 4                                              | 4                                              | Tab, autóbusz állomás                             | 5                                              | ∫                                              | 6                                              | 1172 5578, 5580, 5913, 5914, 5916, 5917, 6008, 6015, 6016, 6018, 6051, 6053, 6056, 6058, 6070, 6071, 6072 személyvonat |                                                |
| 5                                              | 5                                              | Igal, takarékszövetkezet                          | 4                                              | ∫                                              | 5                                              | 1172, 1174, 1593 5910, 5912, 5914, 5916, 5917, 5991 |                                                |
| 6                                              | 6                                              | Kaposvár (Toponár), orci elágazás                 | 3                                              | ∫                                              | 2                                              | 81, 82, 83, 84 1172, 1174, 1593 5910, 5912, 5913, 5914, 5916, 5917, 5918 |                                                |
| 7                                              | 7                                              | Kaposvár, Kaposvári Egyetem                       | 2                                              | 1                                              | 1                                              | 23, 81, 82, 83, 84, 89 1172, 1174, 1593 5910, 5912, 5913, 5914, 5916, 5917, 5918 |                                                |
| ∫                                              | ∫                                              | Kaposvár, Mező utcai csomópont                    | 1                                              | ∫                                              | ∫                                              | 20, 21, 23, 26, 27, 82, 83, 85, 86, 87, 88, 89 5910, 5912, 5913, 5914, 5916, 5917, 5918, 5920, 5922, 5923, 5924, 5925, 5928, 5935, 6011 |                                                |
| ∫                                              | 8                                              | Kaposvár, Kisgát                                  | ∫                                              | ∫                                              | ∫                                              | 20, 21, 23, 26, 27, 82, 85 5606, 5910, 5914, 5916, 5923, 5924, 5931, 5934, 5935 |                                                |
| ∫                                              | 9                                              | Kaposvár, Füredi utca csomópont                   | ∫                                              | ∫                                              | ∫                                              | 13, 20, 21, 23, 27, 32, 33, 40, 41, 42, 47, 70, 71, 72, 73, 91 1172, 1174, 1175, 1592, 1593 5606, 5900, 5905, 5906, 5910, 5912, 5913, 5914, 5916, 5917, 5918, 5922, 5923, 5924, 5925, 5928, 5931, 5932, 5934, 5935, 5950, 5960, 5962, 5964, 5966, 5969, 5970, 5972, 5974, 5976, 5980, 5982, 5984, 5985, 5986, 5987, 5988, 5989, 5991, 6011, 6041 |                                                |
| 8                                              | 10                                             | Kaposvár, Autóbusz-Állomás végállomás             | 0                                              | 0                                              | 0                                              | 12, 13, 20, 21, 23, 26, 27, 31, 32, 33, 40, 41, 42, 43, 44, 45, 46, 47, 51, 61, 62, 70, 71, 72, 73, 74, 75, 81, 82, 83, 84, 85, 86, 87, 88, 89, 90, 91 1172, 1174, 1175, 1503, 1569, 1578, 1579, 1592, 1593, 1641, 1665, 1668, 1673, 1725, 1742 5606, 5690, 5900, 5905, 5906, 5910, 5912, 5914, 5916, 5917, 5918, 5920, 5922, 5923, 5924, 5925, 5928, 5930, 5931, 5932, 5935, 5940, 5942, 5946, 5960, 5962, 5964, 5966, 5969, 5970, 5972, 5974, 5976, 5980, 5982, 5984, 5985, 5986, 5987, 5988, 5989, 5991, 6011, 6041 |                                                |